# Koninginnebrug (Rotterdam)
Koninginnebrug – drogowy most zwodzony nad basenem portowym Koningshaven w Rotterdamie, w Holandii. Został otwarty w 1876 roku jako most obrotowy, w 1929 roku ponownie otwarty po przebudowie na most zwodzony. W 2000 roku został uznany za zabytek.
Most został otwarty w 1876 roku jako most obrotowy. Z czasem zdecydowano się jednak zmienić jego konfigurację na most zwodzony. Konkurs na nowy projekt przeprawy rozpisano w 1924 roku, a oddanie do użytku gotowego mostu nastąpiło w roku 1929. W chwili otwarcia był to największy most zwodzony z dwoma podnoszonymi przęsłami w Europie. Most przebiega nad basenem portowym Koningshaven, łącząc wyspę Noordereiland z południowym brzegiem. W pobliżu znajduje się również wyłączony już z użytkowania podnoszony most kolejowy De Hef. 10 października 2000 roku most Koninginnebrug wpisano do rejestru holenderskich zabytków (nr 513925).